# Jack Lousma
Jack Robert Lousma (Grand Rapids, 29 febbraio 1936) è un astronauta statunitense.

## Biografia
Lousma è nato a Grand Rapids nel Michigan. Lousma e sua moglie Gratia Kay, sono sposati dal 1956. Sono genitori di quattro figli e nonni di sei nipoti. Lousma nella terza età è un entusiasta di golf e spende il suo tempo libero dedicandosi particolarmente alla caccia, alla pesca sportiva ed all'aviazione.

## Educazione
Dopo aver frequentato la High Scholl ad Ann Arbor, nel Michigan, ottenne il suo primo titolo di Bachelor in ingegneria aeronautica conseguendolo presso l'Università del Michigan nel 1959. Fece il suo Master nello stesso campo nel 1965 presso la U. S. Naval Postgraduate School cioè l'apposito istituto d'educazione della marina militare americana. Inoltre, nel 1973 gli venne conferita una laurea honoris causa della Università del Michigan. Seguirono ulteriori due lauree honoris causa conferite nel 1982 dal Hope College e nel 1986 dal Cleary College.
Lousma è pluridecorato di onorificenze del campo civile e militare membro di alcune influenti associazioni americane.

## Esperienze
Prima di essere assegnato al Lyndon B. Johnson Space Center di Houston,  Lousma era uno stimato pilota di aerei dello squadrone VMCJ-2 in carica al gruppo 2nd Marine Air Wing stazionato presso il Marine Corps Air Station Cherry Point in Carolina del Nord. Si era arruolato quale ufficiale della marina militare americana nel 1959 ed aveva ottenuto le sue wings (ali, cioè l'abilitazione da pilota) nel 1960 dopo aver completato il suo addestramento presso l'U.S. Naval Air Training Command. Il suo primo incarico fu un VMA-224 del  2nd Marine Air Wing, in qualità di pilota per missioni d'attacco. In seguito servì, sempre con il VMA-224 però presso il 1st Marine Air Wing, rimanendo stazionato ad Iwakuni in Giappone. Raggiunse 7.000 ore di volo di cui 700 ore pilotando aerei civili, 1.619 ore di volo nello spazio, 4.500 ore di volo su aerei jet e 240 ore di volo in elicotteri.

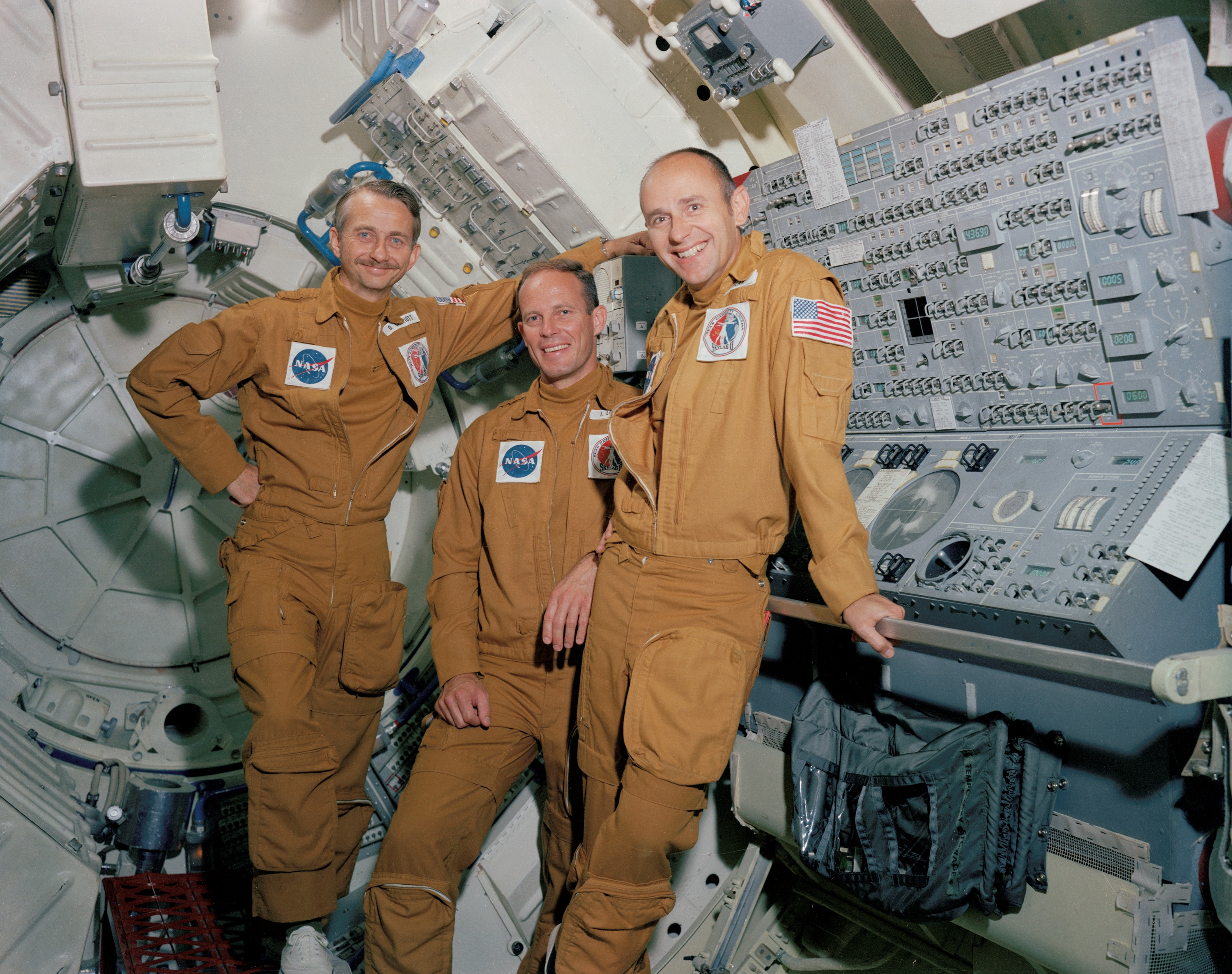
L'equipaggio dello Skylab 3: Garriott, Lousma e Bean

### Esperienze alla NASA
Lousma era uno dei 19 astronauti scelti dalla NASA ad aprile del 1966. Fece parte degli equipaggi di supporto per le missioni dell'Apollo 9, Apollo 10 ed Apollo 13. Probabilmente, seguendo il principio di selezione attuato dalla NASA, sarebbe stato scelto a far parte dell'equipaggio per l'Apollo 20, una missione cancellata il 4 gennaio 1970. Lousma fu pilota della missione Skylab 3 (in orbita dal 28 luglio al 25 settembre 1973) nonché comandante della missione STS-3 (eseguita dal 22 marzo al 30 marzo 1982), raggiungendo un totale superiore alle 1.619 ore di volo nello spazio. La durata totale delle due attività extraveicolari eseguite da Lousma all'esterno della stazione spaziale Skylab fu di oltre 11 ore. Fece inoltre parte dell'equipaggio di riserva per la missione eseguita con successo a luglio del 1975 Apollo-Sojuz (ASTP) il qualità di pilota di riserva per il modulo d'aggancio.
Jack Lousma lasciò la NASA nel 1983.

### Esperienze di volo nello spazio
La missione Skylab 3 (SL-3) si svolse dal 28 luglio al 25 settembre 1973. L'equipaggio di questa missione, durata ben 59 giorni e mezzo, era composto dal comandante Alan L. Bean affiancato dal pilota Lousma nonché da Owen K. Garriott quale scienziato-astronauta. SL-3 raggiunse il 150% degli obbiettivi della missione precedentemente fissati, compiendo 858 orbite terrestri e percorrendo una distanza stimata in 39.040.000 di chilometri (corrispondente a 24.400.000 di miglia). L'equipaggio fu in grado di montare diversi strumenti (come p.e. un misuratore di controllo dell'altitudine oppure per il controllo termico del laboratorio spaziale) nonché di eseguire nove maggiori esperimenti scientifici. In totale eseguirono ben 305 ore lavorative in intense osservazioni della superficie solare, potendo registrare due maggiori, nonché numerose minori, protuberanze della corona solare. Al ritorno dalla missione avevano raccolto ben 16.000 immagini fotografiche nonché circa 29 chilometri (corrispondente a 18 miglia) di documentazione relativa all'osservazione terrestre registrata su nastro magnetico. Eseguirono 333 esperimenti di carattere medico, in particolar modo riferentesi all'influenza dello stato di assenza di forza di gravità sulle condizioni fisiche degli esseri umani. Skylab 3 atterrò nelle acque dell'Oceano Pacifico e fu recuperato dalla portaerei USS New Orleans.
La missione STS-3, il terzo volo di collaudo dello Space Shuttle Columbia, lanciato dal Kennedy Space Center in Florida il 22 marzo 1982, invece fu un volo in un'orbita circolare di 288 chilometri (corrispondente a 180 miglia) sopra la superficie della Terra. Jack Lousma era il comandante di questa missione durata per 8 giorni e fu accompagnato dal pilota Gordon Fullerton. La missione fu caratterizzata da maggiori test di volo, tra cui l'esposizione del Columbia a condizioni di temperatura estrema. L'equipaggio eseguì molteplici esperimenti scientifici all'interno dell'abitacolo del veicolo spaziale, nonché nel vano di carico dello Shuttle stesso. Il Columbia superò tutti i test reagendo molto più positivamente di quanto stimato pure alla lunga esposizione al calore. L'equipaggio fu in grado di compiere il 100% degli obbiettivi della missione previsti per la missione. A causa del cattivo tempo, il rientro a terra dovette essere spostato di un giorno e pertanto la missione atterrò a White Sands nel Nuovo Messico il 30 marzo 1982 dopo aver compiuto 129,9 orbite terrestri ed aver percorso una distanza di 5.440.000 chilometri (corrispondente a 3.400.000 miglia). La missione durò 192 ore, 4 minuti e 49 secondi

## Esperienza politica
Nel 1984, Lousma si candidò per il Senato americano ma perse l'elezione contro il senatore uscente del Michigan Carl Levin.